# Ella Junnila
Pour les articles homonymes, voir Junnila.
Ella Juulia Junnila (née le 6 décembre 1998 à Espoo) est une sauteuse en hauteur finlandaise.

## Biographie
Elle représente la Finlande aux Championnats d'Europe d'athlétisme 2018 en saut en hauteur et a terminé 17e avec un résultat de 186 cm. Elle remporte ensuite une médaille de bronze aux Championnats d'Europe d'athlétisme des moins de 23 ans 2019 avec un résultat de 192 cm.
Junnila a établi un nouveau record finlandais, 194 cm, le 11 juin 2019 à Turku aux Paavo Nurmi Games. Cela lui a valu une place aux Championnats du monde d'athlétisme 2019 pour le saut en hauteur. Elle a amélioré le record en sautant 195 cm le 3 juillet 2019 à Tampere.
Elle s'est qualifiée pour représenter la Finlande aux Jeux olympiques d'été de 2020. Lors du concours qualificatif, elle franchit 1 m 86, ce qui ne lui permet pas d'accéder à la finale.
Le 18 juin 2024, elle remporte les Paavo Nurmi Games de Turku en battant son record personnel et national avec une marque d'1,97 m, également synonyme de minimas pour les Jeux olympiques de Paris.

## Palmarès
| Date | Compétition                    | Lieu     | Résultat | Marque |
| ---- | ------------------------------ | -------- | -------- | ------ |
| 2021 | Championnats d'Europe en salle | Toruń    | 3e       | 1,96 m |
| 2023 | Championnats du monde          | Budapest | 13e      | 1,90 m |
| 2024 | Championnats d'Europe          | Rome     | 5e       | 1,93 m |

## Records
| Épreuve         | Épreuve   | Marque      | Lieu  | Date         |
| --------------- | --------- | ----------- | ----- | ------------ |
| Saut en hauteur | Plein air | 1,97 m (RN) | Turku | 18 juin 2024 |
| Saut en hauteur | En salle  | 1,96 m (RN) | Toruń | 7 mars 2021  |

## Vie privée
Sa mère est la sauteuse en longueur Ringa Ropo-Junnila. Elle a représenté la Finlande aux Jeux olympiques d'été de 1992, en plus de remporter huit championnats nationaux et de détenir le record national actuel.